# نمادهای آژانس اطلاعات مرکزی آمریکا (سیا)
نمادهای آژانس اطلاعات مرکزی آمریکا (سیا) (Cryptonyms CIA) عبارتند از اسم رمز یا کلمه کد استفاده شده توسط سازمان اطلاعات مرکزی ایالات متحده (سیا) برای اشاره به پروژه‌ها، عملیات، افراد، سازمان‌ها، و غیره.

## فرم‌های نمادهای آژانس اطلاعات مرکزی آمریکا (سیا) (cryptonyms)
هر نمادهای آژانس اطلاعات مرکزی آمریکا (سیا)(Cryptonym CIA) حاوی پیشوند دو حرفی به نام نماد (digraph) است که یک منطقه جغرافیایی یا کاربردی را تعیین می‌کند. برخی از هاربرها در طول زمان تغییر یافتند برای مثال، نماد برای اتحاد جماهیر شوروی حداقل دو بار تغییر کرده است.